# Tate City
Tate City es un lugar designado por el censo ubicado en el condado de Towns en el estado estadounidense de Georgia. En el año 2010 tenía una población de 16 habitantes, convirtiéndola en la localidad menos poblada del estado de Georgia.

## Geografía
Tate City se encuentra ubicado en las coordenadas 34°58′46″N 83°33′14″O / 34.97944, -83.55389.